# Andrena biguttata
Andrena biguttata là một loài Hymenoptera trong họ Andrenidae. Loài này được Friese mô tả khoa học năm 1923.